# Doṣa

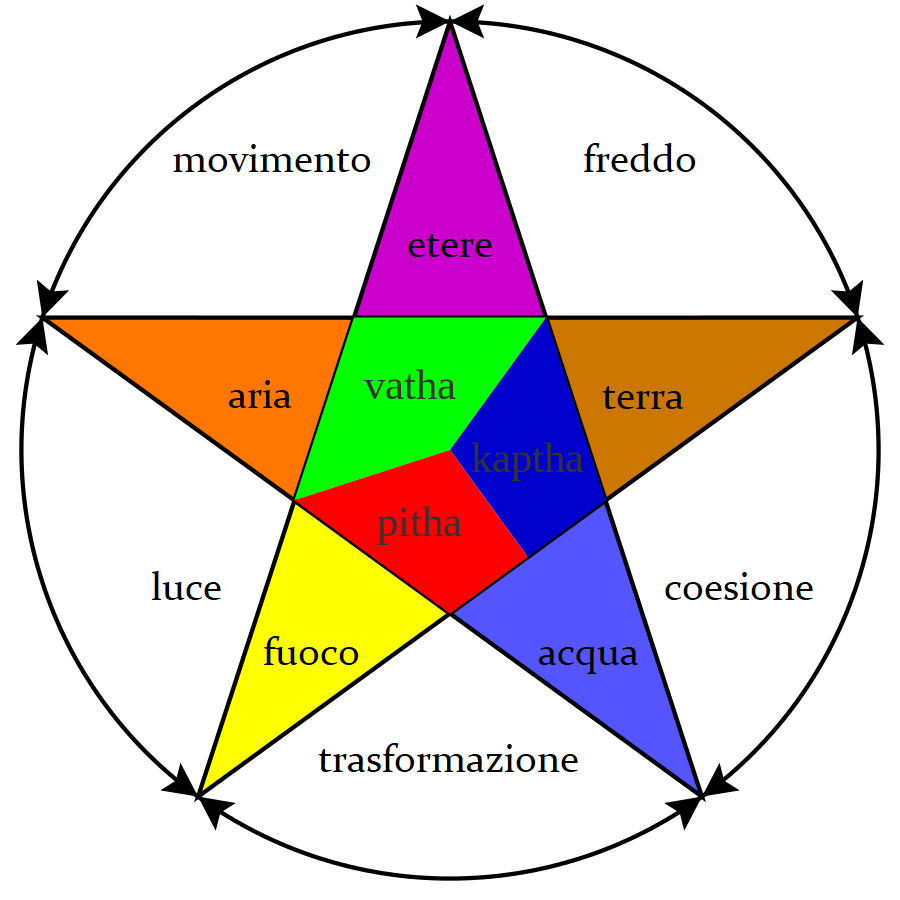
I tre umori nell'Ayurveda ed i cinque grandi elementi di cui sono composti. I colori utilizzati sono arbitrari

I doṣa (in sanscrito दोष, con grafia inglese dosha), secondo l'Ayurveda, sono le tre sostanze vitali presenti nell'apparato psico-somatico di ogni persona, che hanno dato luogo alla «dottrina del tridoṣa» (in sanscrito त्रिदोषोपदेश, tridoṣa-upadeśaḥ). Esse sono: Vata, Pitta e Kapha.
Autorevoli trattati ayurvedici descrivono come la qualità e la quantità di queste tre sostanze fluttuino in maniera diversa nell'organismo secondo le stagioni, l'ora del giorno, la dieta e molti altri fattori. Da un certo punto di vista, i dosha ayurvedici sono paragonabili agli umori biologici della concezione ippocratica occidentale.

## Vata,PittaeKapha
Alla base della medicina ayurvedica vi è la teoria secondo cui la salute consiste in un equilibrio fra i tre fondamentali dosha o bio-elementi corporei, chiamati Vata, Pitta e Kapha, formati dai cinque elementi che compongono l'universo, cioè fuoco, aria, acqua, terra ed etere.
- Vāta è l'energia cinetica, dalla qualità secca, leggera, fredda, dura, sottile ed instabile.[3] È composta dagli elementi aria + etere. Governa tutti i movimenti nel corpo, che si muove grazie alle proprietà vata. Il dolore è la caratteristica del vata squilibrato. Alcune delle malattie legate al vata squilibrato sono flatulenza, gotta, reumatismi, nonché iperattività e ipertensione.[4]
- Pitta è l'energia del metabolismo e della trasformazione, composta dagli elementi acqua + fuoco. È caratterizzata da calore, umidità, fluididità, acidità e leggerezza.[5] La sua qualità principale è il calore.[6] È il principio energetico identificabile con la bile, impiegata per controllare la digestione e migliorare il metabolismo.[7] Una pitta squilibrata dà luogo principalmente ad un eccessivo calore corporeo o ad una sensazione di bruciore e arrossamento, tradotti sul piano psicologico come irritabilità, scoraggiamento, e perfezionismo.[8]
- Kapha è l'energia della coesione, composta da terra + acqua. È oleosa, pesante, fredda, morbida, stabile, lenta, viscosa e apportatrice di sostanze nutritive.[5]  È l'elemento nutriente del corpo. Tutti gli organi tenui sono costituiti da kapha e svolgono un ruolo importante nella percezione del gusto insieme al nutrimento e alla lubrificazione. Sintomi di uno squilibrio kapha sono stanchezza, apatia, pesantezza e pigrizia.[8]

Ognuno dei tre dosha può inoltre assumere cinque tipologie diverse di manifestazione.
Nel complesso, i dosha dominanti nell'individuo, che possono essere anche due, o persino tutti e tre insieme, ne determinano le tendenze, i punti di forza e le debolezze. La terapia prescritta dal vaidya, cioè dal medico ayurvedico, consiste generalmente in uno stile di vita conforme al prakṛti del paziente, al suo tipo ayurvedico, e in un regime alimentare che gli consenta di armonizzarsi con l'universo. Tale dieta è stabilita in base al dosha maggioritario di ciascuno, tenendo conto dei ritmi della natura che sottostanno anch'essi all'influenza dei dosha. 
I cibi vengono classificati in base alle loro caratteristiche (amaro, acido, piccante, dolce, salato e astringente) e al loro impatto positivo o negativo sui dosha al fine di un loro riequilibrio.